# Estación de São Bartolomeu da Serra
Nota: No confundir con la Estación de Messines-Alte, en la Línea del Sur, que sirve a la localidad de São Bartolomeu de Messines, ni con el antiguo Apeadero de São Bartolomeu, en la Línea del Algarve.
La Estación Ferroviaria de São Bartolomeu da Serra, también conocida como Estación de São Bartolomeu da Serra, es una plataforma de ferrocarriles de la Línea de Sines, que se sitúa junto a la localidad de São Bartolomeu da Serra, en el ayuntamiento de Santiago do Cacém, en Portugal.

## Descripción

### Vías y plataformas
En enero de 2011, contaba con dos vías de circulación, ambas con 604 metros de longitud, y con una solo plataforma, que presentaba 35 centímetros de altura y 60 metros de longitud.

## Historia
El primer tramo de la Línea de Sines, entre Ermidas-Sado y esta plataforma, fue abierta a la explotación  el 9 de abril de 1927; el tramo siguiente, hasta el kilómetro 156,4, entró en servicio el 1 de julio de 1929.